# 뱀 게임
스네이크는 뱀을 테마로 한, 점점 길어지는 선의 끝을 플레이어가 조종하는 액션 비디오 게임의 장르이다. 플레이어는 뱀이 다른 장애물이나 자기 자신과 부딪히지 않도록 조종해야 하는데, 뱀이 길어질수록 조작이 어려워진다.
이 장르는 1976년 그렘린 인더스트리스의 경쟁적인 아케이드 비디오 게임 블록케이드에서 시작되었으며, 목표는 다른 플레이어보다 오래 생존하는 것이었다. 블록케이드와 그 뒤를 이은 초기 복제품들은 순전히 추상적이었고 뱀이라는 용어를 사용하지 않았다. 이 개념은 머리와 꼬리가 있는 선이 먹이를 먹을 때마다(종종 사과나 달걀) 길어져 자기 충돌 가능성을 높이는 일인용 변형으로 발전했다. 스네이크 게임의 단순성과 낮은 기술 요구 사항 덕분에 수백 가지 버전이 출시되었으며, 일부는 제목에 뱀(snake) 또는 벌레(worm)라는 단어를 포함한다. 1982년 영화를 기반으로 한 트론 아케이드 비디오 게임에는 일인용 라이트 사이클 부분에 스네이크 게임플레이가 포함되어 있으며, 일부 후기 스네이크 게임은 이 테마를 차용한다.
1998년 노키아 휴대 전화에 단순히 스네이크라고 불리는 버전이 사전 설치된 후, 스네이크 게임에 대한 관심이 다시 부상했다.

## 게임플레이

일인용 게임으로, 머리와 꼬리가 모두 움직이며, 먹는 아이템마다 뱀이 길어진다.

1976년의 원본 블록케이드와 그 수많은 복제품들은 2인용 게임이다. 위에서 아래로 내려다보는 시점에서 각 플레이어는 고정된 시작 위치에서 "뱀"을 조종한다. 뱀의 "머리"는 계속 앞으로 움직이며 멈출 수 없고 점점 길어진다. 벽과 다른 뱀의 몸체에 부딪히지 않도록 좌우상하로 조종해야 한다. 가장 오래 살아남는 플레이어가 승리한다. 일인용 버전은 덜 흔하며, 1982년 트론 아케이드 게임의 라이트 사이클 부분처럼 하나 이상의 뱀이 컴퓨터에 의해 조종된다.
가장 일반적인 일인용 게임에서 플레이어의 뱀은 특정 길이를 가지며, 머리가 움직일 때 꼬리도 움직인다. 뱀이 먹는 아이템마다 뱀이 길어진다. 스네이크 바이트에서는 뱀이 사과를 먹는다. 니블러에서는 뱀이 미로에서 추상적인 물체를 먹는다.

## 역사

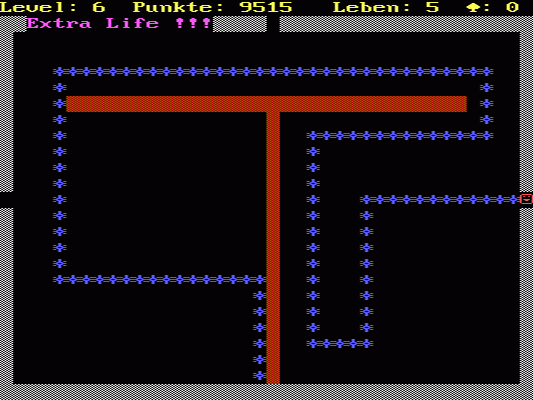
텍스트 모드로 렌더링된 IBM PC의 스네이크

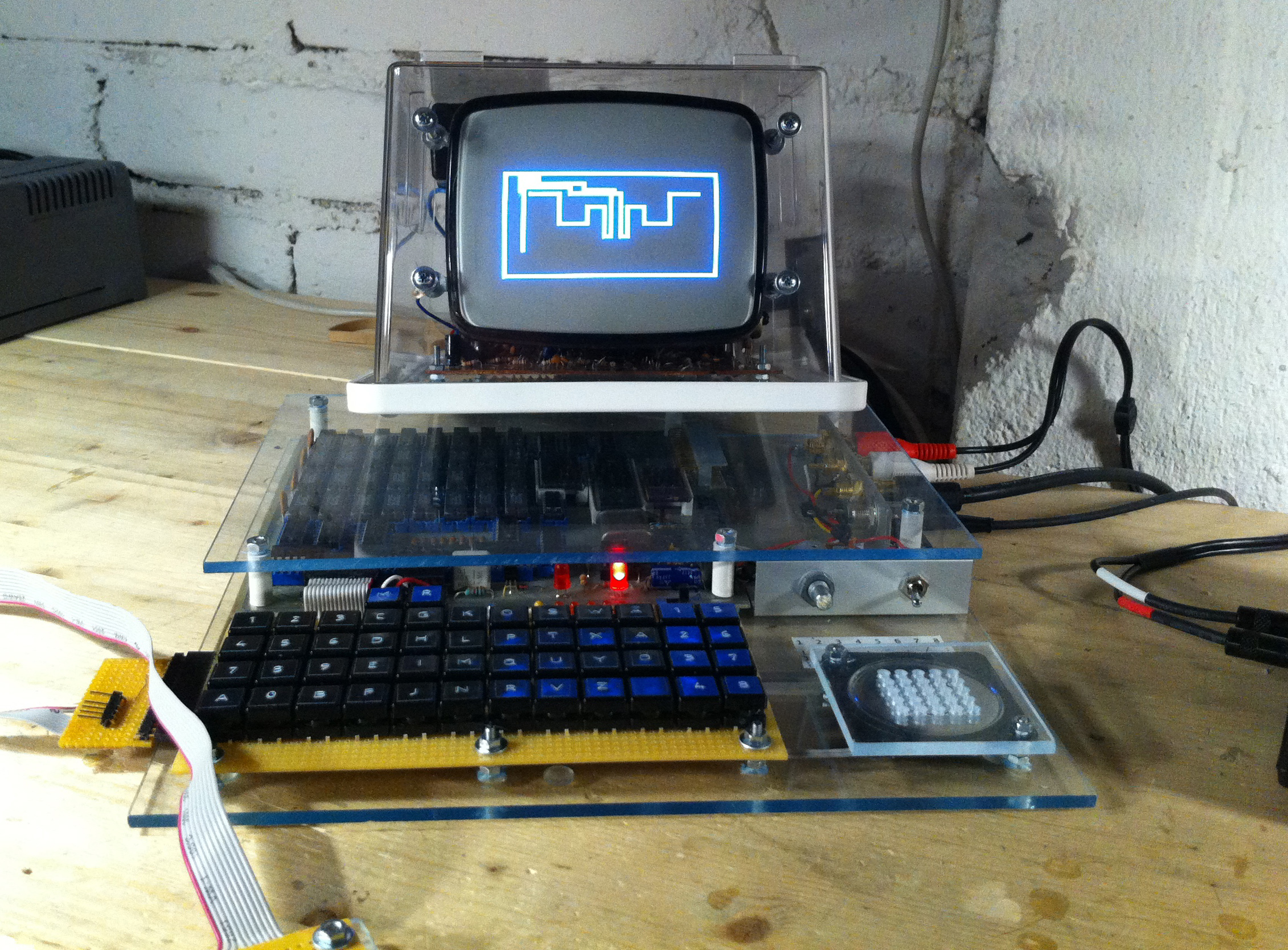
텔맥 1800, CHIP-8의 스네이크, 1978년 출시

스네이크 장르는 1976년 아케이드 비디오 게임 블록케이드에서 시작되었는데, 이는 레인 하크와 아고 키스가 개발하고 그렘린 인더스트리스에서 출시했다. 같은 해 빅풋 봉커스(Bigfoot Bonkers)라는 이름으로 복제되었다. 1977년 아타리는 블록케이드에서 영감을 받은 두 가지 게임, 아케이드 게임 도미노스와 아타리 VCS 게임 서라운드를 출시했다. 서라운드는 미국에서 아타리 VCS 출시 게임 9개 중 하나였으며, 시어스에서 체이스(Chase)라는 이름으로 판매되었다. 같은 해, 유사한 게임이 밸리 아스트로케이드용으로 체크메이트(Checkmate)라는 이름으로 출시되었다. 마텔은 1982년 인텔리비전 콘솔용으로 스나푸를 출시했다.
최초로 알려진 가정용 컴퓨터 버전인 웜(Worm)은 피터 트레포나스(Peter Trefonas)가 TRS-80용으로 프로그래밍하여 1978년 CLOAD 잡지에 발표했다. 같은 저자가 PET과 애플 II용 버전도 출시했다. 블록케이드의 복제품인 허슬(Hustle) 아케이드 게임의 공식 버전은 밀턴 브래들리가 TI-99/4A용으로 1980년에 출시했다.
일인용 게임인 스네이크 바이트는 1982년 아타리 8비트 컴퓨터, 애플 II, VIC-20용으로 출시되었다. 뱀이 사과를 먹어 레벨을 클리어하며, 이 과정에서 몸이 길어진다. 데이브 브레스넨(Dave Bresnen)이 만든 BBC 마이크로용 스네이크(1982)에서는 뱀이 진행 방향에 따라 좌우 화살표 키로 조종된다. 뱀은 길어질수록 속도가 빨라지며, 목숨은 하나뿐이다.
니블러 (1982)는 뱀이 미로에 꽉 들어맞고, 대부분의 스네이크 디자인보다 게임플레이가 빠른 일인용 아케이드 게임이다. 또 다른 일인용 버전은 1982년 트론 아케이드 게임의 일부로, 라이트 사이클을 테마로 한다. 이 게임은 스네이크 개념을 재활성화시켰고, 이후 많은 게임들이 라이트 사이클 테마를 차용했다.
1991년부터 니블스는 한동안 MS-DOS에 큐베이직 샘플 프로그램으로 포함되었다. 1992년에는 마이크로소프트 엔터테인먼트 팩의 일부로 래틀러 레이스(Rattler Race)가 출시되었다. 이 게임은 익숙한 사과 먹기 게임플레이에 적 뱀을 추가했다.
1998년, 모바일 게임 스네이크가 노키아 6110용으로 출시되었다. 이 게임은 인기가 많았고, 노키아는 스네이크 II, 스네이크 EX, 스네이크 EX2, 스네이크 III, 스네이크, 스네이크 센시아(Snake Xensia) 및 스네이크 서브소닉을 포함한 일련의 반복 버전을 출시했다. 게임 그래픽과 게임플레이가 발전하면서 인기는 줄어들었다.

### 후기 게임
2002년, 스네이크는 피터스 게임박스(Peter's GameBox)를 통해 포켓 PC용으로 다운로드할 수 있게 되었다. 2004년, TIM은 팀 왑 패스트(Tim Wap Fast) 시스템을 통해 스네이크를 다운로드할 수 있도록 했다. 2013년 3월, 님블비트는 액션 롤플레잉 게임 스네이크 게임인 님블 퀘스트를 출시했다. 2015년, 아르만토(Armanto)는 루밀러스 디자인(Rumilus Design)과의 협력을 통해 스네이크의 정신적 후속작인 스네이크 리와인드를 출시했다. 2019년, 과학자들은 스네이크를 플레이하는 동안 GLASSES 화면 휴대폰의 터치 감도를 테스트했다. 2020년, 잔코 타이니 T2가 스네이크가 설치된 채 출시되었다. 2020년 3월, 오렌지픽셀(OrangePixel)은 슈팅 게임 요소가 가미된 스네이크 코어를 출시했다. 2020년 9월, 트리 맨 게임즈(Tree Man Games)는 트레일러를 끄는 자동차에 대한 파코 카라반을 출시했다. 2020년 12월, 레트로 위젯(Retro Widget)은 iOS 홈 화면과 애플 워치용으로 스네이크 II를 출시했다. 2023년, 사용자들은 GPT-4를 사용하여 스네이크를 재현했다. 2023년, 스포티파이는 20곡 이상이 포함된 플레이리스트 안에 다운로드 가능한 게임으로 스네이크를 추가했다. 2024년, Nothing은 자사 휴대폰용으로 스네이크 위젯을 출시했다. 2024년 3월, 픽톨라인(Pictoline)은 플레이어가 케찰코아틀을 조종하는 스네이크 게임인 케치를 출시했다. 2025년 4월, 타이드풀 게임즈(Tidepool Games)는 로그라이크 스네이크 게임인 메이지트레인을 출시했다.
일련의 온라인 스네이크 게임이 만들어졌다. 2016년, 스티브 하우스(Steve Howse)는 Agar.io의 성공을 모방하기 위해 Slither.io를 출시했다. 2016년, 쿠앱스(Kooapps)는 Snake.io를 출시했고, 나중에 2023년 애플 아케이드에 출시되었다. Snake.io는 2024년에 넷플릭스와 닌텐도 스위치에도 출시되었다. 2025년 2월, 앱스플로어 (아이캔디)는 .io 배틀 로열 스네이크 게임인 스네이키 캣을 출시했다.
구글은 스네이크 게임을 자사 애플리케이션에 통합했다. 2010년, 유튜브는 비디오 플레이어 안에 스네이크를 숨겨진 게임으로 추가했다. 2013년, 구글은 웹 브라우저용 이스터 에그로 스네이크 구글 두들을 출시했다. 2019년, 구글은 만우절 장난으로 구글 지도 안에 스네이크를 추가했다. 2019년, 구글 크롬은 웹 브라우저용 스네이크 게임을 출시했다. 구글은 2025년 1월 중국 설날의 뱀의 해를 기념하기 위해 두들 스네이크를 재출시했다.
2025년, 스네이크의 개념은 교육적 맥락에 적용되었다. 오픈 소스 게임인 스네이클리브(Snakeleev)는 기존의 게임 플레이 메커니즘을 사용하여 학생들이 주기율표를 학습하는 데 도움을 준다. 이 게임은 과학 교육 프로젝트의 일환으로 개발되었으며, 화학 교육 저널에 게재된 동료 검토 논문에 설명되어 있다. 2025년, 한국에서 진행된 여행 경쟁 시리즈 젯 랙: 더 게임의 시즌은 이 게임 디자인을 기반으로 했다. 파이썬 스네이크는 학생들에게 파이썬과 Pygame으로 프로그래밍하는 방법을 가르치는 데 자주 사용된다.

## 유산
1996년, 넥스트 제너레이션은 "역대 최고의 게임 100선"에서 스네이크를 41위로 선정하며 빠른 반응과 예측 능력 모두의 필요성을 강조했다. 특정 버전의 제목 대신 "스네이크 게임"이라고 인용 부호 안에 표시했다.
2012년 11월 29일, 뉴욕 뉴욕 근대미술관은 노키아 스네이크 포트가 큐레이터들이 미래에 박물관 소장품에 추가하고 싶어하는 40개 게임 중 하나라고 발표했다.